# Charminus marfieldi
Charminus marfieldi är en spindelart som först beskrevs av Roewer 1955.  Charminus marfieldi ingår i släktet Charminus och familjen vårdnätsspindlar. Inga underarter finns listade i Catalogue of Life.